# Wagenladung
Dieser Artikel wurde auf der  Qualitätssicherungsseite des Portals Transport und Verkehr eingetragen.
Bitte hilf mit, ihn zu verbessern, und beteilige dich an der Diskussion. (+)
Als Wagenladung bezeichnet man eine Ladung Frachtgut, die als eine gemeinsame Sendung, einen gesamten Güterwagen oder Lastwagen ausfüllt bzw. verwendet.
Bei Lastwagen ist die Verwendung des Begriffes Wagenladung in der Regel auf Massengüter wie Schütt- und Flüssiggut begrenzt. Also nur für Güter, bei denen von der Ladegutbeschaffenheit her schon keine Zuladung möglich ist.
Die Bezeichnung Wagenladung wurde bei der Bahn früher auch als Abgrenzung zum Stückgut verwendet. Bei einem mit einer Wagenladung beladenen Güterwagen (bezeichnet man auch als Wagenladungsverkehr) gibt es für die Bahn nur je einen Empfänger und Absender. Der Güterwagen stellt für die Bahn die Transportverpackung dar und wird dadurch selbst zu einem Frachtstück.
Eine Wagenladung ist heute das kleinstmögliche Transportvolumen für einen Bahnkunden, entsprechend sind die Gütertarife ausgelegt. Diese Tarife werden gewichtsabhängig berechnet, wobei es für jeden Wagentyp einen Mindestgewichtstarif gibt. Dieser Mindesttarif liegt je nach Güterwagentyp bei 5, 10 oder 15 Tonnen. Liegt das Gesamtgewicht der Wagenladung darunter, so wird das Mindesttarifgewicht verrechnet. Die so beladenen Güterwagen werden in der Regel im Einzelwagenverkehr befördert. Einen kompletten Zug mit Wagen vom gleichen Absender und gleichem Empfänger nennt man Ganzzug oder Blockzug. Wobei natürlich auch hier jeder Güterwagen eine eigene Wagenladung besitzt, aber bei Ganzzügen andere Tarife zur Anwendung kommen. 
Die Bahn kannte früher noch den Eilgut- und den Stückgut-Verkehr, bei denen das Ladegut von verschiedenen Kunden im gleichen Wagen transportiert wurde. Diese Transportarten sind heute aus Rationalisierungsgründen in der Regel auf die Straße verlegt worden, wobei auch Stückgüter noch heute teilweise auf einer Teilstrecke mit der Bahn transportiert werden. Doch finden heute diese Verkehre nur noch zwischen den Verteilerzentren oder von dort zu den Großkunden statt. Diese Art der Beförderung des Stückgutes fällt aber ebenfalls unter den Begriff Wagenladung, da die Stückgüter vom Startort bis zum Zielort des Bahntransportes im gleichen Wagen verbleiben und somit insgesamt eine Wagenladung bilden.